# Arthur Wakefield

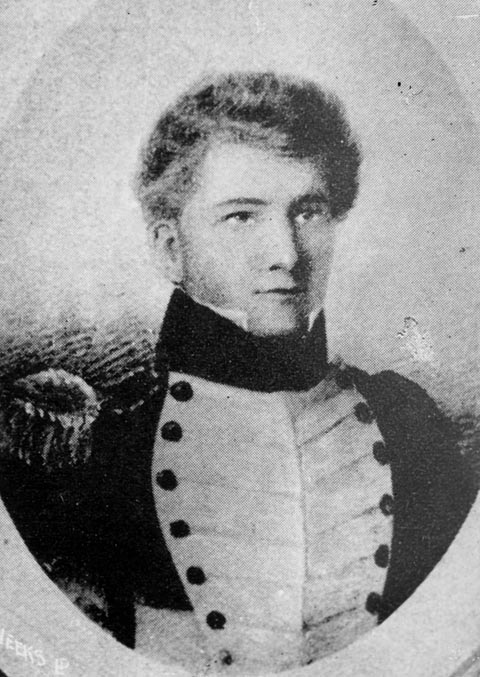
Arthur Wakefield

Arthur Wakefield (* 19. November 1799 in Burnham Wick, Essex, England; † 17. Juni 1843 in Tuamarina, Wairau River, Neuseeland) war ein britischer Marineoffizier, Vertreter der New Zealand Company sowie Gründer von Nelson, Neuseeland.
Die bekanntesten seiner Geschwister waren die Brüder Edward Gibbon Wakefield (1796–1862), Daniel Bell Wakefield (1798–1858), William Hayward Wakefield (1801–1848) und Felix Wakefield (1807–1875).

## Leben und Wirken
Er stammte aus der Familie Wakefield. Als viertes Kind von Edward Wakefield (1774–1854) und Susanna Crash (1767–1816) wuchs er, nachdem der Vater 1807 seine Farm verloren hatte und in Westminster, London wohnte, hauptsächlich bei seiner Großmutter Priscilla Bell (Quäkerin und Schriftstellerin (1751–1832)) in Tottenham, London auf. Mit im Hause der Großmutter lebten seine Mutter Susanna und einige seiner Geschwister in wechselnden Konstellationen.
Er war acht Jahre alt, als er seine Schulausbildung an der Tottenham Grammar School in London begann. Für Edward Wakefield, seinen Vater, war er der am meisten lenkbare Junge unter seinen Brüdern. Fromm und folgsam in der Schule, wurde er einer der beliebtesten Schüler. Es ist nicht ganz klar, warum ihn sein Vater für die Royal Navy vorsah. Fest steht aber, dass er 1810, mit elf Jahren, unter der Obhut von Captain Philip Beaver, bester alter und intimer Freund seines Vaters, als Kadett in die Royal Navy eintrat. Am 10. Juni 1810 fuhr er auf der Nisus, einer Fregatte der Lively Class, gerade fertig ausgestattet im Plymouth Dockyard, auf zum Kap der Guten Hoffnung. Dies war der Beginn einer über 30-jährigen Seemannskarriere. Er war in all diesen Jahren auf fast allen Weltmeeren zuhause, sprach fließend Französisch und Spanisch, wurde in allen Auseinandersetzungen nie ernsthaft verwundet und machte nach und nach seinen Aufstieg zum Senior-Lieutenant der Royal Navy.
1837 interessierte ihn sein Bruder Edward Gibbon für die New Zealand Company und deren Siedlungsprojekten in Neuseeland. Als er 1839 für die New Zealand Company die Leitung des ersten Siedlungsprojektes Port Nicholson, dem späteren Wellington, übernehmen sollte, stand seine Berufung als Captain auf der HMS Radamanthus im Mittelmeer kurz bevor und so lehnte er zugunsten seines Bruders William Hayward ab. 1841 trat er aus der Royal Navy aus, um dann als Vertreter der New Zealand Company die Siedlung Nelson zu gründen und zu leiten.
Am 1. Februar 1842, mit den ersten Siedlern in der Tasman Bay angekommen, gründete er mit dem von der New Zealand Company angeheuerten britischen Bauingenieur und Landvermesser Frederick Tuckett die Stadt Nelson. Tuckett und Wakefield waren sich von Anfang an über die Vorgehensweise der Ansiedlung und der Eignung des Landes uneinig. Zudem gab es nicht ausreichend versprochenes und brauchbares Land für die Siedler. Als Wakefield aus einem Irrtum heraus entschied, gegen die ortsansässigen Ngāti Toa vorzugehen, um ihr fruchtbares Land in der Wairau-Ebene, in vermeintlichem Recht in seinen Besitz zu bringen, kam es zu dem ersten bewaffneten Konflikt zwischen europäischen Siedlern und den Māori, der als Wairau-Tumult als erster neuseeländische Krieg in die Geschichte Neuseelands eingehen sollte. Neben 22 Siedlern und zahlreichen Māori wurde auch Arthur Wakefield in der Auseinandersetzung getötet.
Er starb am 17. Juni 1843 in Tuamarina, Wairau River, nahe dem heutigen Blenheim an den Folgen seiner Verletzungen.

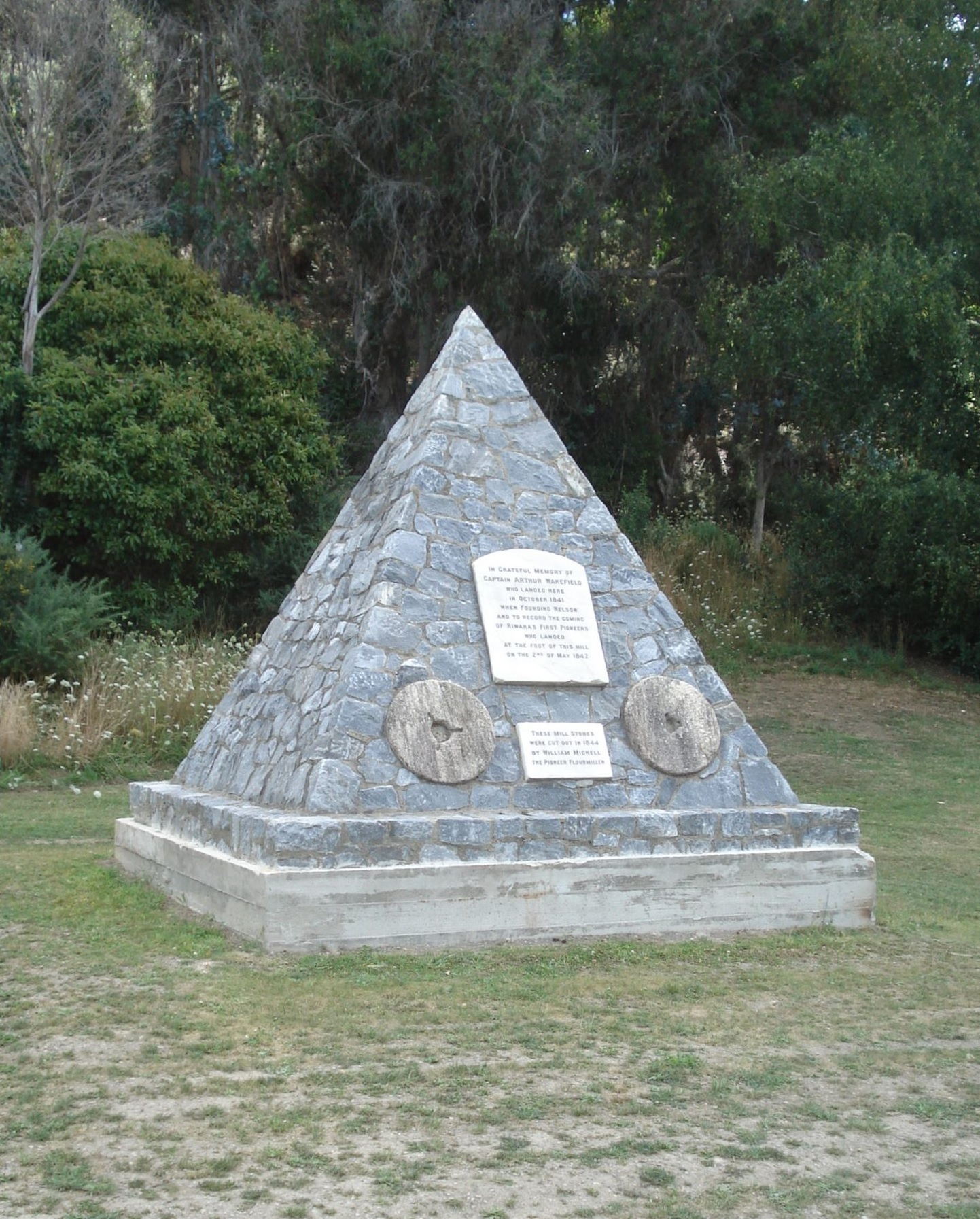
Das Wakefield Memorial in Riwaka – in Erinnerung an die Landung von Arthur Wakefield im Oktober 1841 und die daraufhin folgende Landung der ersten Siedler am 2. Mai 1842